# Serres del Ferrer i Bèrnia
Serres del Ferrer i Bèrnia este o arie protejată (sit de importanță comunitară — SCI) din Spania întinsă pe o suprafață de 3.449,6 ha, integral pe uscat.

## Localizare
Centrul sitului Serres del Ferrer i Bèrnia este situat la coordonatele 38°40′41″N 0°03′25″W / 38.6781°N 0.0569°V.

## Înființare
Situl Serres del Ferrer i Bèrnia a fost declarat sit de importanță comunitară în decembrie 1997 pentru a proteja 1 specie de plante și 9 specii de animale.

## Biodiversitate
Situată în ecoregiunea mediteraneană, aria protejată conține 10 habitate naturale: Pante stâncoase calcaroase cu vegetație casmofită, Tufărișuri termo-mediteraneene și de pre-deșert, Galerii și tufărișuri riverane sudice (Nerio-Tamaricetea și Securinegion tinctoriae), Pseudostepă cu ierburi și specii anuale de Thero-Brachypodietea, Păduri mediteraneene de Taxus baccata, Faleze cu vegetație de Limonium spp. endemic de pe coastele mediteraneene, Pajiști carstice calcaroase sau bazofile, de Alysso-Sedion albi, Păduri termofile cu Fraxinus angustifolia, Păduri de Quercus ilex și Quercus rotundifolia, Grohotișuri termofile și vest-mediteraneene.
La baza desemnării sitului se află mai multe specii protejate:
- plante (1): Silene hifacensis
- păsări (9): acvilă de munte (Aquila chrysaetos), buha (Bubo bubo), șerpar (Circaetus gallicus), șoim călător (Falco peregrinus), Galerida theklae, Hieraaetus fasciatus, Oenanthe leucura, Pyrrhocorax pyrrhocorax, silvie de tufiș (Sylvia undata)

Pe lângă speciile protejate, pe teritoriul sitului au mai fost identificate 4 specii de plante.